# Hein van Oorschot
H.M.C.M. (Hein) van Oorschot ('s-Hertogenbosch, 14 december 1952) is een Nederlandse bestuurder. Van 1997 tot 2004 was hij burgemeester van Delft. Van 1 mei 2004 tot 1 september 2012 was hij voorzitter van het college van bestuur van de Universiteit van Tilburg. Daarna werd hij voorzitter van het college van bestuur van NHTV Breda. Hij is commissaris/toezichthouder bij Energiebeheer Nederland (EBN) sinds 2005, bij E.ON-Benelux sinds 2008, bij het Elisabeth-Tweesteden-ziekenhuis te Tilburg sinds 2010 en bij de Lysias-Consulting Group sinds 2005.

## Biografie
Na het gymnasium-bèta aan het Bonaventuracollege in Leiden, studeerde Van Oorschot rechten aan de Erasmus Universiteit Rotterdam. Hij was daar praeses van de R.S.V. Sanctus Laurentius en voorzitter van de Landelijke Kamer van Verenigingen. Daarna was hij van 1976 tot en met 1981 werkzaam bij het Ministerie van VROM. Begin jaren 80 was van Oorschot werkzaam in de Haagse woningsector, laatstelijk als waarnemend directeur van de Dienst Volkshuisvesting. Vanaf 1985 was hij interim-manager bij het bureau INB, waar hij nationaal en internationaal werkte in de non-profit- en profitsector. Daarna was hij van 1991 tot en met 1997 gemeentesecretaris van Tilburg.

### Burgemeester van Delft
Van Oorschot was vanaf 1997 burgemeester van Delft. Hij was de eerste burgemeester van Delft die lid was van D66. Als burgemeester was hij tevens beheerder van de grafkelder van Oranje-Nassau in de Nieuwe Kerk van deze stad. Daarom was hij direct betrokken bij de uitvaarten en bijzettingen van Prins Claus op 15 oktober 2002 en Koningin Juliana op 30 maart 2004. Hij bekleedde die functie tot mei 2004. Na zijn burgemeesterschap zou Van Oorschot zijn lidmaatschap van D66 opzeggen.

### Onderwijsbestuurder
Van 1 mei 2004 tot 1 september 2012 was hij voorzitter van het college van bestuur van de Universiteit van Tilburg. Daarna kreeg hij dezelfde functie bij de toenmalige Hogeschool NHTV te Breda. Hij bekleedde nevenfuncties als bestuurder, toezichthouder en commissaris zowel professioneel als vrijwilliger.